# Кокшага (река)
Кокша́га — река в России, протекает по территории Советского и Арбажского районов Кировской области. Устье реки находится в 428 км по правому берегу Вятки. Длина реки составляет 24 км.

## Данные водного реестра
По данным государственного водного реестра России, река относится к Камскому бассейновому округу, водохозяйственный участок реки — Вятка от города Котельнич до водомерного поста посёлка городского типа Аркуль, речной подбассейн реки — Вятка. Речной бассейн реки — Кама.
Код объекта в государственном водном реестре — 10010300412111100036337.